# Куртинайтис, Римас Гинтаутович
Римас Гинтаутович Куртинайтис (лит. Rimas Kurtinaitis; 15 мая 1960, Каунас, Литовская ССР, СССР) — советский и литовский баскетболист и тренер, олимпийский чемпион и чемпион Европы. Атакующий защитник. Заслуженный мастер спорта СССР (1984).
По окончании спортивной карьеры был генеральным директором департамента физической культуры и спорта при Правительстве Литвы (1997—2001).

## Карьера

### В качестве игрока
Отец — Гинтаутас, слесарь на заводе. Мать — Алдона, работник типографии.
Когда Римасу исполнилось 7 лет, старший брат Робертас привел его в районную баскетбольную секцию.
Начал профессионально играть в 1978 году в Паневежисе, за клуб 1-й лиги Литвы «Лиеткабелис», поскольку места в каунасском «Жальгирисе» ему не нашлось. Также вошёл в состав юниорской сборной СССР, которая в 1979 году в Бразилии приняла участие в первом чемпионате мира среди молодых баскетболистов.
В начале 1980-х годов учился в Вильнюсском институте физической культуры, из которого в скором времени был отчислен за неуспеваемость.
Куртинайтиса забрали в армию, позволив играть в рижском СКА (команда выступала в 1-й лиге), где отличался высокой результативностью.
Спустя некоторое время его заметил Александр Гомельский и забрал в ЦСКА, где Куртинайтис играл в 1981—1982 годах. Стал чемпионом СССР. Одновременно играл за юношескую сборную СССР по баскетболу.
После службы в армии вернулся в Литву. Начал играть за «Жальгирис» (Каунас). Поначалу тренер команды Владас Гарастас выпускал Куртинайтиса только на 3-5 минут, но партнеры по команде уверяли, что у игрока всё будет в порядке.
В игре выделялся высокой результативностью при бросках с дальней дистанции, агрессивным и бескомпромиссным настроем на каждый матч.
В 1989 году стал первым европейцем, принявшим участие в конкурсе трёхочковых бросков в выездном уик-энде НБА в Хьюстоне. На конкурсе выступил неудачно — забросил всего 9 мячей.
Также в 1989 начал зарубежную карьеру, уехав играть за клуб бундеслиги Германии «Хаген». В Германии провел 3 сезона (1989—1992), после чего транзитом через «Жальгирис» (1992), оказался в Испании в клубе «Аргал Уэска» (1992—1993). В Испании играл вместе с экс-партнером по сборной СССР Валерием Тихоненко.
В 1993 году Куртинайтис играл за клуб из Австралии «Таунсвилл Санс», в котором подтвердил свою репутацию снайпера экстра-класса. Осенью 1993 года снова в Испании — его пригласил к себе «Реал» (Мадрид). В королевском клубе Куртинайтис провел два неполных сезона (1993—1995), где вместе с Арвидасом Сабонисом завоевал титул чемпиона страны.
После «Реала» было успешное возвращение в «Жальгирис». В составе команды в сезоне 1995/96 Куртинайтис стал чемпионом Литвы и удостоился звания самого ценного игрока литовской лиги. 
После этого перешёл во Францию. Часть сезона 1996/97 года играл в клубе «Элан Шалон», дебютанта высшего дивизиона (сыграл 13 матчей, набирая в среднем за игру по 18.0 очка и делая 1.8 голевой передачи), 2-ю часть — в клубе «Анжер» из 2-й лиги.
Параллельно все эти годы (1992—1996) Куртинайтис с успехом выступал за сборную Литвы. В компании с другими легендами литовского баскетбола — А. Сабонисом, Ш. Марчюленисом, В. Хомичюсом, Карнишовасом выиграл бронзовые медали двух Олимпиад (Барселона-92 и Атланта-96) и «серебро» чемпионата Европы 1995 в Афинах. 
В 1997 году после отборочных матчей к чемпионату Европы завершил карьеру в национальной команде.
Выступая во Франции, получил предложение от премьер-министра Литвы Вагнорюса возглавить департамент физической культуры и спорта в Правительстве Литвы. В правительственном кресле провел 4 года (с 2 июня 1997 года по 20 августа 2001 года). Когда к власти пришло правительство А. Бразаускаса, у Куртинайтиса с новым премьером состоялся разговор, в котором Бразаускас сказал, что партия, скорее всего, не захочет, чтобы министерское кресло занимал беспартийный. В итоге, Куртинайтис подал прошение об отставке.
Одновременно Куртинайтис успевал играть в клубах высшей лиги Литвы — Атлетасе из Каунаса (1997—1998) и Летувос Ритас (1998—1999).
В 2001 году, в статусе вице-президента, возобновил спортивную карьеру в БК «Киев» (2001—2002), где выступал как играющий тренер в играх внутреннего чемпионата и еврокубках. Почетным президентом этого клуба являлся его партнёр по сборной СССР Александр Волков. Главным тренером работал ещё один член «золотой» сеульской команды Игорс Миглиниекс.
Летом 2011 года на чемпионате мира среди ветеранов в Бразилии (24.06 — 03.07) Куртинайтису присуждена премия «Eduardo Awards» как лучшему европейскому баскетболисту.

### В качестве тренера
Тренерскую карьеру начал летом 2002 года в БК Гала (Баку), одновременно возглавив сборную Азербайджана (2002—2006). Вместе со сборной выиграл Исламские игры 2005, в которых участвовали 19 баскетбольных сборных, и Кубок вызова (чемпионат мира среди малых стран).
Кроме того, в 2005 году Куртинайтис возглавлял в качестве главного тренера молодёжную сборную Литвы, которая завоевала серебряные медали на чемпионате Европы в подмосковном Чехове. Был помощником главного тренера взрослой мужской баскетбольной команды Литвы в 2007 году.
В сезоне 2006/07 тренировал БК «Урал-Грейт». Однако в суперлиге-2006/07 «Урал-Грейт» занял лишь 10-е место и остался за чертой плей-офф. Вместе с этим команда оказалась в финансовом кризисе, поскольку потеряла генерального спонсора. В середине декабря 2006 года был отправлен в отставку. В январе 2007 года возглавил БК «Сакалай».
В декабре 2007 года возглавил «Шлёнск» (Польша).
С декабря 2008 по 2010 год — главный тренер Летувос Ритас. Со второй половины 2010 года — главный тренер «ВЭФ» (Рига). 
С марта 2011 по март 2016 — главный тренер БК «Химки». 15 января 2021 года после двух лет, проведенных в БК «Химки», после неудовлетворительных результатов команды был уволен с поста главного тренера.
30 января 2024 года возглавил азербайджанский «Сабах». В сезонах 2023/2024 и 2024/2025 приводил команду к чемпионству.

## Достижения
- Олимпийский чемпион 1988
- Чемпион Европы 1985. Серебряный призёр ЧЕ-1995. Бронзовый призёр ЧЕ-1989
- Серебряный призёр ЧМ 1986
- Обладатель Межконтинентального кубка 1986
- Четырёхкратный чемпион СССР 1982 (ЦСКА), 1985—1987 («Жальгирис» Каунас); серебряный призёр 1983, 1984, 1988, 1989 («Жальгирис» Каунас)
- Чемпион Испании 1995
- Чемпион Единой лиги ВТБ: 2011
- Обладатель Кубка Европы: 2009, 2012, 2015

## Награды
- Медаль «За трудовую доблесть» (1985)
- Кавалер Офицерского креста Ордена Великого князя Литовского Гядиминаса (1995)
- Командор Большого креста Ордена Великого князя Литовского Гядиминаса (1996)
- Благодарность Президента Российской Федерации (21 декабря 2006 года, Россия) — за заслуги в укреплении дружественных отношений и развитии сотрудничества между государствами в области спорта[14]
- Командор Большого креста ордена «За заслуги перед Литвой» (2007)

## Семья
Супруга — Рута. Сын — Гедрюс, баскетболист. Дочь — Лаура, юрист.